# برلینگتون (واشینگتن)
برلینگتون (به انگلیسی: Burlington) شهری در شهرستان اسکاگیت ایالت واشنگتن است که در سرشماری سال ۲۰۱۰ میلادی، ۸۳۸۸ نفر جمعیت داشته است.